# 서남관화

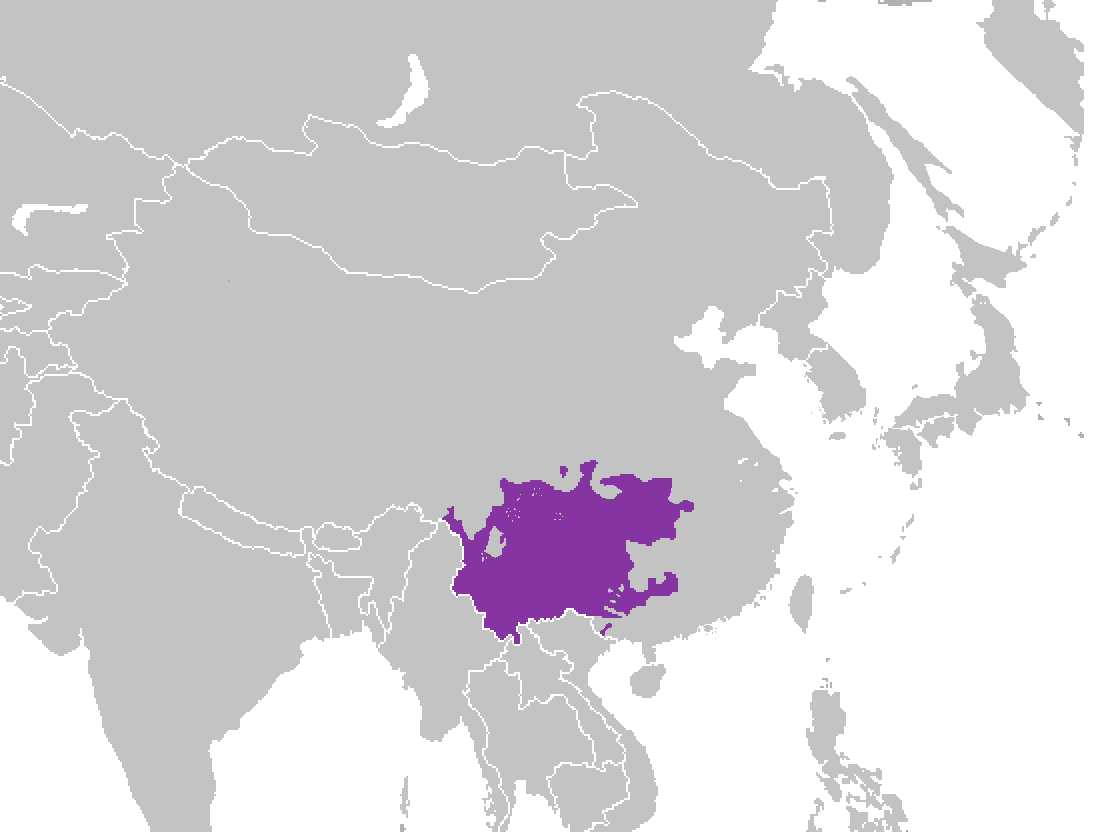

서남관화(西南官話, 중국어: 西南官话 시난관화[*])는 중국 서남부에서 사용되는 중국어 관화의 방언이다. 쓰촨성, 윈난성, 충칭시, 구이저우성, 후베이성 대부분 지역, 후난성 북서부, 광시성 북부, 샨시성과 간쑤성의 일부 남부 지역에서 사용된다. 미얀마 코캉 지역에서도 쓰인다. 총 화자 수는 약 2억 6천만 명에 달한다. 양쯔강 상류에서 쓰인다 하여 상강관화(上江官話, 중국어: 上江官话 상장관화[*])라고도 한다. 하위에 다양한 방언이 있으며 예를 들어 쓰촨어로 불리는 여러 방언들이 속한다.

## 같이 보기
- 시난 (중국)
- 쓰촨어